# 養老律令
《養老律令》（／ yōrō ritsuryō）是古代日本的基本法典，是由十卷十二篇的律與十卷三十篇的令組成律令法。《養老律令》是日本養老二年（718年）起藤原不比等開始根據《大宝律令》做了一些修訂而成。自孝謙天皇天平宝字元年（757年）開始施行，然而到了平安時代，《養老律令》的規範開始與實際的社會經濟狀況不符，雖然通過編撰格式來彌補，但到了平安時代中期，《養老律令》已幾乎變成了空殼。不過日本一直沒有宣布廢除《養老律令》，直到明治維新開始才於1868年廢止《養老律令》，施行期間大約是1100年，是日本史上歷史施行最久的明文法令。《養老律令》的律已大半散佚，令大部分尚存於《令義解》中。

## 沿革
文武天皇大寶元年（701年）藤原不比等等人制定了大寶律令，之後不比等等人仍繼續編輯修訂律令，以使律令內容更適合日本的國情 (慶雲改革)。元正天皇養老2年（718年）藤原不比等完成十卷的律與十卷的令，但是720年不比等去世，使得律令的修訂工作暫停。孝謙天皇統治時期在藤原仲麻呂倡議下，藤原不比等編繩的律令於757年正式生效，《養老律令》雖然在某些篇目 (如：戶令)進行了重要修改，但總體上並無重大差異，主要差異在於用詞、表述以及對法律缺陷的修正。
到了平安時代，《養老律令》的規範開始與實際的社會經濟狀況不符，使得律令內容難以實行。桓武天皇的時代颁布刪定律令・刪定令格，以彌補律令的缺失，但9世纪初随即因頻繁發生争议，被以造成民心不定为由废止。此后日本不再編撰律令，改以颁布格式补全律令的缺失。到了平安時代中期，《養老律令》已幾乎變成了空殼，例如律令規範的二官八省中央體制，被攝關、院政、幕府等令外體制取代；班田、租庸調等律令制度也不再實施。
明治維新後，明治政府於1868年（明治元年）制定了《臨時刑律》 ，並於1870年制定了《新律綱領》。《新律綱領》僅修改了《養老律令》律的部分，可以說是律令的恢復。1873年日本開始引入歐洲刑法體系，著手修改法律和條例。1880年《刑法》 頒布，中華法系中「律」這一法律術語被現代法律體系的「刑法」所取代。

## 意義
《養老律令》與《大寶律令》並沒有重大差異，因此即使在《養老律令》生效之後，政治運作沒有重大改變。《養老律令》的重要性可以結合其施行時的政治局勢來理解，由於一直統治中央政府的聖武上皇於756年去世，政府內部多個派系開始爭奪領導權，其中藤原仲麻吕與孝謙天皇合作，開始快速崛起。在這種情況下，《養老律令》的實施，是為了利用仲麻呂祖父不比等的功績，宣告其繼承不比等的政治遺產，以支持仲麻呂政權，存在著促進穩定的政治意圖。
另一方面，《大寶律令》據開始施行已過去半個世紀，有些學者積極評價《養老律令》為律令制度重組的一部分，以更好地適應日本的國情。此外，直到近代早期，《養老律令》仍被視為律法的典範。江戶幕府在編纂《公事方御定書》時，不僅參考了武家法 (御成敗式目、建武式目)的先例，也參考了《養老律令》。

## 篇目

### 律
- 第一　名例律　上
- 第二　名例律　下
- 第三　衛禁律、職制律
- 第四　戶婚律
- 第五　廄庫律、擅興律
- 第六　賊盜律
- 第七　鬪訟律
- 第八　詐偽律
- 第九　雜律
- 第十　捕亡律、斷獄律

### 令
- 第一　官位令
- 第二　職員令、後宮職員令、東宮職員令、家令職員令
- 第三　神祇令、僧尼令
- 第四　戶令、田令、賦役令、學令
- 第五　選敘令、繼嗣令、考課令、祿令
- 第六　宮衛令、軍防令
- 第七　儀制令、衣服令、營繕令
- 第八　公式令
- 第九　倉庫令、廄牧令、醫疾令、假寧令、喪葬令
- 第十　關市令、捕亡令、獄令、雜令

### 日本的律令
- 近江令
- 飛鳥淨御原令
- 大宝律令
- 刪定律令